# Braddock Heights
Braddock Heights est une census-designated place située dans le comté de Frederick, dans l’État du Maryland, aux États-Unis. Lors du recensement de 2020, elle comptait 3 075 habitants.